# (9905) Tiziano
(9905) Tiziano ist ein Asteroid des inneren Hauptgürtels, der am 24. September 1960 von dem niederländischen Astronomenehepaar Cornelis Johannes van Houten und Ingrid van Houten-Groeneveld entdeckt wurde. Die Entdeckung geschah im Rahmen des Palomar-Leiden-Surveys, bei dem von Tom Gehrels mit dem 120-cm-Oschin-Schmidt-Teleskop des Palomar-Observatoriums aufgenommene Feldplatten an der Universität Leiden durchmustert wurden.
Der mittlere Durchmesser des Asteroiden wurde mit 5,239 (±0,040) Kilometern berechnet, die Albedo mit 0,099 (±0,016).
(9905) Tiziano wurde am 2. April 1999 nach Tiziano Vecellio benannt, dem führenden Vertreter der venezianischen Malerei des 16. Jahrhunderts und einer der Hauptmeister der italienischen Hochrenaissance, auch bekannt als Tiziano beziehungsweise Tizian.